# Dubmatique (album)
Cet article concerne l'album du groupe de musique Dubmatique. Pour le groupe de musique, voir Dubmatique.
Albums de Dubmatique
La force de comprendre
(1997) Influences
(2001)
Dubmatique est le deuxième album du groupe de hip-hop québécois Dubmatique, lancé en 1999. 
L’album est certifié disque d'or et est vendu à 35 000 exemplaires en une semaine,,.

## Sortie
Le groupe lance les chansons et les vidéoclips pour La vie est si fragile avec le violoniste Ashley MacIsaac et Mémoires qui eux aussi atteignent le haut du palmarès auprès des radios commerciales et des chaînes de télévision à vocation musicale. Sur cet album, Dubmatique collabore avec des membres du groupe français IAM. Shurik'n participe à la chanson L’Avenir et La Force de comprendre du premier album est quant à elle remixée par Akhenathon. Des artistes montréalais, tels que El Winner de Latitude Nord, D-Shade de Shades of Culture et Mr Len participent à ce deuxième album.

## Réception
L'album est bien reçu par la critique. Au gala de l'Adisq, ils gagnent le Prix Félix de l’« Album Hip-Hop de l’année » et sont en nomination pour le « Groupe de l’année ». Ils gagneront aussi au Gala SOBA deux Sound of Blackness Awards pour « Meilleur groupe de l'année » et « Meilleur groupe hip-hop francophone ».

## Distinctions
- 1999 : Gala de l'Adisq - Prix Félix - Gagnant : Album de l'année - hip-hop
- 1999 : Gala de l'Adisq : Prix Félix - Nomination : Groupe de l'année
- 1999 : Gala SOBA - Sound of Blackness Award - Gagnant : Meilleur groupe de l'année
- 1999 : Gala SOBA - Sound of Blackness Award - Gagnant : Meilleur groupe hip-hop francophone